# Сільська розправа
Сільська розправа — судовий орган в Російській імперії 1775–1796 та 1838–1858 роках.
За настановою «Про управління державним майном» від 1838 сільські розправи були створені у кожній сільській громаді державних селян як «домашній суд першої інстанції».
Складалася з сільського старшини та двох, обраних селянами, представників. Сільські розправи розглядали цивільні справи державних селян власної сільської громади, а також їх провини, не кримінальні злочини.
Вироки сільських розправ були остаточні, якщо:
- стосувались майна, вартістю не більше 5 рублів
- присуджували до штрафу до 1 рубля
- віддавали в громадські роботи на термін до 6 днів
- застосовували покарання різками до 20 ударів

За іншими справами другою інстанцією домашнього суду була волосна розправа.